# جيمي رودجرز (مغني بوب)
جيمس فريدريك رودجرز (بالإنجليزية: Jimmie Rodgers)‏ (ولد في 18 سبتمبر 1933، كاماس، واشنطن) هو مغني بوب أمريكي. حقق رودجرز شعبية قصيرة في أواخر الخمسينات بسلسلة من الأغاني المنفردة التي احتلت مراتب متقدمة على قوائم مجلة بيلبورد لأغاني البوب والكانتري والريذم أند بلوز، وأشهرها كانت أغنية Honeycomb عام 1958. أصدر رودجرز عدة أغاني ذات نجاح متواضع في الستينات.
لا علاقة بينه وبين مغني الكانتري الراحل جيمي رودجرز، الذي توفي بالصدفة في نفس العام الذي ولد فييه رودجرز الأصغر. يعرف جيمي رودجرز الأصغر بين جماهير موسيفى الكانتري باسم باسم جيمي ف. رودجرز للتمييز بين الاثنين.

## المسيرة
تعلم رودجرز الموسيقى على يد والدته، وتعلم العزف على البيانو والإيتار، وانضم إلى فرقة وهو يخدم في سلاح الجو الأمريكي في كوريا.
كان رودجرز أحد المتسابقين على برنامج آرثر غودفري للمواهب على الراديو. في ذلك الوقت غادر هوغو بيريتي ولويجي كرياتوري شركة آر سي أيه فيكتور إلى شركة روليت ريكوردز التي يديرها موريس ليفي، وأدركا ما لدى رودجرز من موهبة ووقعوا معه.
في صيف عام 1957، سجل أغنية بعنوان "Honeycomb"، والتي سجلها سابقا بوب ميريل وجورجي شو قبل ثلاث سنوات. وكانت الأغنية أكبر نجاحات رودجرز، حيث تصدرت قائمة بيلبورد لأربعة أسابيع. بيع منها أكثر من مليون نسخة، وحصلت على تصنيف قرص الذهب من قبل رابطة التسجيلات. سجل في العام التالي عدة أغاني ناجحة وصلت إلى المراتب العشرة الأوائل على القوائم: "Kisses Sweeter than Wine"، "Oh-Oh, I'm Falling in Love Again"، "Secretly"، "Are You Really Mine". كما سجل نسخة من أغنية والتزنج ماتيلدا التي أدخلت في فيلم «على الشاطئ» عام 1959.
في المملكة المتحدة، وصلت "Honeycomb" للمركز 30 في قائمة الأغاني في نوفمبر 1957، ولكن أغنية "Kisses Sweeter than Wine" وصلت للمركز السابع في الشهر التالي. كل من "Kisses Sweeter than Wine" و "Oh-Oh, I'm Falling in Love Again" بيع منها مليون نسخة.
في عام 1958، ظهر في برنامج جيزيل ماكينزي. كما غنى في عام 1958 الأغنية الافتتاحية لفيلم The Long, Hot Summer من بطولة بول نيومان، جوان وودوارد وأورسون ويلز. ثم قدم برنامج منوعات تلفزيوني قصير الأمد على إن بي سي.
أكبر نجاح له في المملكة المتحدة كان أغنية "English Country Garden"، وهي نسخة من الأغنية الشعبية "Country Gardens"، التي وصلت إلى المركز الخامس في القوائم في يونيو 1962. انتقل إلى علامة دوت في عام 1962، وبعد أربع سنوات إلى أيه أند إم ريكوردز. كما ظهر في بعض الأفلام، بما في ذلك The Little Shepherd of Kingdom Come أمام نيل هاميلتون، و Back Door to Hell والذي ساعد في تمويله.
واجه رودجرز جفافا في المبيعات، ولكن هذا انتهى في عام 1966 عندما عاد مرة أخرى إلى الأربعين الأوائل بأغنية "It's Over" والتي سجلها لاحقا عدد من مغعني الكانتري. في عام 1967، أصدر أغنية Child of Clay التي أصبحت آخر أغنية له تدخل قائمة بيلبورد هوت 100.

### إصابات الرأس والعمليات الجراحية والدعاوى القضائية وما بعدها
في 1 ديسمبر 1967، أصيب جيمي رودجرز بإصابات في الرأس بعد أن أوقفه ضابط شرطة خارج الخدمة بالقرب من طريق سان دييغو السريع في لوس انجلس عندما كان يقود سيارته. أصيبت جمجمته بكسور وتطلب عدة عمليات جراحية. وقد نسبت التقارير الأولية في الصحف إصاباته للضرب بأداة غير حادة على يد مجهول. لم يتذكر رودجرز بالتحديد كيف تلقى إصابته، ويتذكر فقط أنه رأى الأنوار الساطعة من السيارة التي توقفت خلفه. وبعد بضعة أيام، ذكرت إدارة شرطة لوس أنجلس أن الضابط خارج الخدمة مايكل دافي (الذي عرّفته الصحافة لاحقا باسم ريتشارد دافي) أوقفه بسبب قيادته الرعناء، وأن رودجرز قد تعثر وسقط وضرب رأسه. ووفقا لبيان الشرطة، فقد طلب دافي بعد ذلك مساعدة ضابطين آخرين، ووضع ثلاثتهم رودجرز الغائب عن الوعي في سيارته وغادروا المكان. وأيد هذا البيان الأطباء المعالجين والذين ذكروا في البداية أن كسر الجمجمة كان بسبب الضرب؛ في أواخر ديسمبر، خلصوا إلى أن رودجرز قد وقع وهو ما أدى إلى إصاباته. وفي الشهر التالي، رفع رودجرز دعوى قضائية بقيمة 11 مليون دولار ضد مدينة لوس أنجلس، مدعيا أن الضباط الثلاثة ضربوه. ورفضت الشرطة ومحامي مقاطعة مقاطعة لوس أنجلس هذه الادعاءات، رغم أن الضباط الثلاثة تم إيقافهم لأسبوعين بسبب تعاملهم غير السليم مع القضية، ولا سيما تركهم رودجرز المصاب وحده في سيارته. (وقد عثر عليه لاحقا أحد أصدقائه القلقين.)  قام الضباط الثلاثة ورابطة مكافحة الحرائق والشرطة الأمريكية برفع دعوى تشهير قدرها 13 مليون دولار ضد رودجرز على تصريحاته العلنية التي اتهمهم فيها بالوحشية. ولم تعرض أي من الدعوتين على المحكمة؛ تم إسقاط دعوى التشهير من قبل الشرطة، وفي عام 1973 قبل رودجرز تسوية بقيمة 200,000 دولار من مجلس مدينة لوس انجلس، والذي صوت لإعطائه المال بدلا من تكبد تكاليف المزيد من الإجراءات القضائية. ولا يزال رودجرز ومعجبوه يعتقدون أن شرطيا أو أكثر من شرطي قاموا بضربه، رغم أن آخرين يرون أن الأدلة غير حاسمة. ذكر المغني تومي جيمس في سيرته «أنا والمافيا والموسيقى» التي صدرت عام 2010، أن المنتج موريس ليفي، مدير روليت ريكوردز وله علاقات بالمافيا، هو من دبر الهجوم. كل أغاني رودجرز الناجحة تم إصدارها من قبل روليت.
توقف رودجرز عن الغناء لعام كامل وهو يتعافى من إصاباته. عاد في النهاية، رغم أنه لم يدخل قائمة بيبلورد لأغاني البوب مجددا. إلا أنه دخل قائمة الألبومات في أواخر العام 1969، ودخلت أغانيه قوائم بيلبورد لأغاني الكانتري والإيزي ليسنينغ حتى عام 1979. كما عاد إلى التلفزيون خلال صيف عام 1969 في برنامج منوعات قصير العمر على أيه بي سي (والتي اشترت لاحقا حقوق تسجيلات رودجرز مع دوت ريكوردز، والمملوكة الآن من قبل مجموعة يونيفرسال الموسيقية).
تطلق رودجرز من زوجته الأولى كولين (ني مكلاتشي) في عام 1970، وتوفيت 20 مايو 1977. وأنجبا طفلين، مايكل وميشيل. تزوج مرة أخرى في عام 1970 من ترودي رودجرز وأنجبا ولدين، كيسي ولوغان. ثم تطلق من ترودي في أواخر السبعينات، وتزوج مرة أخرى من ماري رودجرز. لا يزالان متزوجين إلى اليوم، ولديهما ابنة، كاترين، والتي ولدت في عام 1989.
ظهرت رودجرز في فيديو عام 1999، روك آند رول جرافيتي من قبل التلفزيون الأمريكي العام، مع حوالي عشرين فنانا آخر. وذكر أنه عانى من خلل النطق التشنجي لعدة سنوات، وبالكاد يمكنه الغناء. ومع ذلك، فقد حاول أداء أغنيته الشهيرة Honeycomb، وذكر أنه كان له قد عرض في برانسون، ميزوري.
عاد رودجرز إلى كاماس، واشنطن في عامي 2011 و 2012، وأدى أمام حشد غفير. عاد إلى المنزل بعد حفل عام 2012، لإجراء جراحة القلب المفتوح بعد أن تعرض نوبة قلبية قبل ذلك بثلاثة أسابيع.

## وصلات خارجية
- جيمي رودجرز على موقع IMDb (الإنجليزية)
- جيمي رودجرز على موقع ميوزك برينز (الإنجليزية)
- جيمي رودجرز على موقع أول ميوزيك (الإنجليزية)
- جيمي رودجرز على موقع ديسكوغز (الإنجليزية)
- جيمي رودجرز على موقع قاعدة بيانات الفيلم (الإنجليزية)